# Sookie Stackhouse Mysteries
De Sookie Stackhouse Mysteries (oorspronkelijk: The Southern Vampire Mysteries) is een serie van fantasyboeken geschreven door Charlaine Harris. Het hoofdpersonage, Sookie Stackhouse, is een serveerster met telepathische gaven. Door haar “gave” kan ze de gedachten lezen van elke persoon, dit bemoeilijkt haar liefdesleven aangezien ze ook de gedachten van elke man kan lezen. Ondertussen hebben wetenschappers een manier gevonden om synthetisch bloed te maken, dit vormt een aanleiding voor de vampiers om hun bestaan aan de mensheid te onthullen aangezien ze niet langer mensenbloed moeten drinken. Sookie ontmoet een vampier genaamd Bill Compton en ontdekt dat ze zijn gedachten niet kan lezen wat haar fascinatie voor hem alleen maar groter maakt. Door haar relatie met Bill ontmoet Sookie verschillende magische wezens en ontdekt ze dat zij ook niet bepaald menselijk is.

## Oorsprong
Charlaine Harris had al verschillende mysterie-boeken geschreven voor ze aan de Sookie Stackhouse serie begon. Ze wilde een ander soort publiek aanspreken en begon aan een mysterie-verhaal met fantasy-elementen. Dit verhaal werd uiteindelijk Dead Until Dark, het eerste deel in de Sookie Stackhouse serie. Harris schreef het verhaal in 1998 en het duurde nog zo'n twee jaar voor ze een uitgever vond die het boek wilde uitbrengen. Het boek werd al snel een succes en ondertussen heeft Harris al 13 boeken van de serie uitgebracht en heeft ze ook al verschillende korte verhalen (die zich afspelen in hetzelfde fictieve universum maar met andere personages) van de serie geschreven. Het succes van de boeken zorgde ervoor dat in 2008 een tv-versie van de boeken werd gemaakt: True Blood. De boeken zijn al in verschillende talen uitgebracht (ook in het Nederlands). In 2012 kondigde Harris aan dat de serie zou eindigen met het dertiende boek Dead Ever After dat op 7 mei 2013 verschenen is. Na het einde van de serie verschenen er nog twee boeken die meer inzicht geven in de wereld van Sookie Stackhouse: After Death: What Came Next in the World of Sookie Stackhouse en Dead But Not Forgotten: Stories from the World of Sookie Stackhouse.

## Plot
De serie speelt zich voor een groot deel af in Bon Temps, een fictieve stad in het Noorden van de Amerikaanse staat Louisiana. De stad herbergt een heleboel magische wezens van vampiers tot weerwolven en weerpanters. Het bestaan van vampiers werd bekendgemaakt 2 jaar voor de serie en later in de serie maken de gedaantewisselaars zich bekend tegenover de mensheid met alle gevolgen van dien. Sookie, het hoofdpersonage, werkt als serveerster in “Merlottes”, de lokale kroeg. Sookie is erg goede vrienden met haar baas, Sam Merlotte die eigenlijk een gedaantewisselaar is. 
In het eerste boek, Dead Until Dark (vertaald in het Nederlands naar Date met de dood), ontmoet Sookie de charmante Bill Compton. Wanneer hij wordt aangevallen door Denise en Mack Rattray die zijn bloed willen stelen om het dan te verkopen (het bloed van vampiers kan een krachtige drug genaamd “V” worden voor mensen), redt Sookie hem. Ze wordt meteen geïntegreerd door Bill wiens gedachten ze niet kan lezen: Sookie is namelijk telepathisch waardoor ze de gedachten van andere mensen kan lezen. Ondertussen wordt Sookies broer Jason ervan verdacht dat hij enkele jonge vrouwen heeft vermoord. Sookie wil de onschuld bewijzen van Jason en gaat op aandringen van haar grootmoeder, Adele, op onderzoek uit. Alle vrouwen bleken ooit gebeten te zijn door een vampier en de moordenaar haat vampiers. Later wordt Sookies eigen grootmoeder vermoord door dezelfde moordenaar maar ze was het uiteindelijke doelwit. Aan het einde wordt onthuld dat de seriemoordenaar Rene Lenier is, de ex-man van Arlene Fowler, een goede vriendin van Sookie. Bill kan Sookie redden uit de handen van Rene en ze worden een koppel.
In het tweede boek, The Living Dead in Dallas (vertaald in het Nederlands naar Levend dood in Dallas), wordt het levenloze lichaam van Lafayette Reynolds gevonden in de auto van Andy Bellefleur, een lokale politieman. Lafayette werkte als een kok voor Merlotte’s waar ook Sookie werkt. Ondertussen vraag Eric Northman, de “Sheriff” van alle vampiers in de regio van Bon Temps, aan Sookie om een vermiste vampier te zoeken met haar gave. Zij en Bill vertrekken naar Dallas waar Sookie bijna wordt ontvoerd op de luchthaven door een medewerker van "The Fellowship of the Sun", een christelijke geloofsgroep die alle vampiers haat. In het hotel ontmoet Sookie een andere gedachtelezer genaamd Barry. Sookie komt uiteindelijk toch in de handen van de groep die de zeer oude vampier, Godfrey, in hun macht hebben. Sookie kan ontsnappen met de hulp van de gedaantewisselaar, Luna. Godfrey pleegt zelfmoord omdat hij niet langer kan leven met zijn zonden (Godfrey was namelijk een pedofiel). Terug in Bon Temps, wordt Sookie uitgenodigd door haar vriendin Tara en haar vriend Eggs om hen te vergezellen naar een orgie. Sookie neemt Eric met haar mee als bescherming. Op het feestje ontdekt Sookie dat alle mensen in de greep zijn van Callisto, een oude wezen genaamd een “Maenad.” Lafayette werd vermoord op een van de orgies door mensen die in de macht van Callisto waren. Aan het einde besluit Callisto de levens van de moordenaars te nemen als offer en verlaat ze Bon Temps. Tara en Eggs herinneren zich niets meer van de orgie en Sookie besluit haar relatie met Bill voort te zetten, ondanks dat hij voor veel gevaar zorgt in haar leven.
In het derde boek, Club Dead (vertaald in het Nederlands naar Club dood), geraakt Bill vermist nadat hij naar Mississippi vertrok voor een zakenreis. Sookie beslist op zoek te gaan naar Bill. Omdat het gevaarlijk is in Mississippi, stuurt Eric de weerwolf Alcide Herveaux met haar mee. Eens daar, ontdekt Sookie dat Bill wordt vastgehouden door Lorena, de vrouw die hem in een vampier veranderde. Hij wordt vastgehouden in de villa van Russell Edington, de koning van alle vampiers in Mississippi. Sookie kan Bill redden van Lorena met de hulp van Alcide. Aan het einde maakt Sookie het uit met Bill omdat hij gelogen had tegen haar over zijn reis naar Mississippi. 
In het vierde boek, Dead to the World (vertaald in het Nederlands naar Zo goed als dood), komt Sookie een verwarde Eric tegen op kerstavond. Pam, de rechterhand van Eric, onthuld dat Eric vervloekt is door een groep van heksen die hem zijn herinneringen hebben ontnomen. Op aandringen van Pam, beslist Sookie Eric een onderkomen te geven om hem veilig te houden van de heksen. Uiteindelijk beginnen Sookie en Eric een seksuele relatie. Ondertussen ontmoet Sookie de vreemde Claudine die onthuld dat ze haar feeën peetmoeder is.  Er komt een groot gevecht tussen de vampiers en de heksen waarbij er vele doden vallen. Eric’s geheugen keert terug maar hij herinnert zich niet meer al de weken dat hij bij Sookie woonde. Aan het einde wordt Sookie aangevallen door Debbie Pelt, de moordzuchtige ex van Alcide maar met de hulp van Eric vermoord Sookie Debbie. Tijdens het verhaal is ook Jason, de broer van Sookie, vermist. Hij wordt uiteindelijk teruggevonden in het huis van het ex-vriendje van zijn nieuwe vriendin, Crystal. Crystal, haar ex en zijn familie zijn allemaal weerpanters. Jason werd gebeten door de ex van Crystal en Sookie krijgt te horen dat haar broer waarschijnlijk nu ook in een weerpanter zal veranderen.
In het vijfde boek, Dead as a Doornail (vertaald in het Nederlands naar Dood als een vampier), helpt Sookie haar broer tijdens zijn eerste verandering in een weerpanter. Sookie leert ook de weerwolven van Shreveport beter kennen nu dat de vader van Alcide de nieuwe leider van de roedel wil worden. Sookie ontmoet ook in dit verhaal de weertijger Quinn die in latere boeken haar vriendje wordt. In het verhaal worden ook verschillende weerwolven en andere gedaantewisselaars neergeschoten door een onbekende sluipschutter. Aan het einde wordt de sluipschutter ontmaskerd als Sweetie Des Arts, de nieuwe kok van "Merlottes." Sweetie werd gebeten door een gedaantewisselaar en werd er zelf 1 waardoor ze alle weerwolven en gedaantewisselaars haat. Ook sterft Alcide's vader na een gevecht met zijn rivaal om het leiderschap van de roedel.
In het zesde boek, Definitely Dead (vertaald in het Nederlands naar Echt dood), krijgt Sookie het bericht dat haar nicht, Hadley met wie ze al jaren geen contact meer had, is vermoord in New Orleans. Tot haar grote schrik ontdekt Sookie dat Hadley een vampier was geworden en ook een relatie had met Sophie-Ann, de Koningin van alle vampiers in Louisiana. Sookie vertrekt naar New Orleans samen met Mr. Catadiales, de advocaat van Sophie-Ann en een demon samen met zijn bizarre nicht, Diantha om de erfenis van Hadley op te halen. Eenmaal aangekomen in New Orleans ontmoet Sookie de huurbaas van Hadley, een heks genaamd Amelia Broadway. Sookie ontdekt ook dat er een moordcomplot wordt beraamd tegen Sophie-Ann en met de hulp van Quinn (met wie ze nu een relatie heeft) kan ze hen tegenhouden. Sookie ontdekt ook in dit verhaal dat Bill gestuurd was naar Bon Temps door Sophie-Ann om Sookie te verleiden. Aangezien Sophie-Ann (dankzij Hadley) wist van Sookie's gave, wilde ze Sookie gebruiken als haar geheime wapen tegen de andere koningen en koninginnen van de vampiers. Aan het einde van het verhaal keert Sookie terug naar Bon Temps samen met Amelia (die nu verstoten is door de andere heksen nadat ze haar vriend Bob per ongeluk in een kat veranderde).
In het zevende boek, All Together Dead (vertaald in het Nederlands naar Allemaal dood), vertrekt Sookie samen met de vampiers Eric, Pam en Bill naar de stad Rhodes om Sophie-Ann te steunen die ervan verdacht wordt dat ze haar man heeft vermoord (in werkelijkheid probeerde hij haar te vermoorden). Sookie is nog steeds kwaad op Bill en Eric probeert nog steeds te weten te komen wat er tussen hem en Sookie is voorgevallen tijdens de gebeurtenissen van het vierde boek. Ondertussen komt Sookie meer te weten over Quinns familie en ze ontmoet zijn jongere zus, Frannie. Sookie komt te weten dat enkele leden van de "Fellowship of the Sun" een aanslag beramen op het hotel waarin alle Koningen en Koninginnen van de vampiers op dat moment verblijven. Uiteindelijk gaat er een bom af in het hotel waardoor er vele vampiers en mensen sterven. Samen met Barry (de gedachtelezer die ze in het tweede boek ontmoette) helpt Sookie de plaatselijke hulpdiensten om de overlevenden uit het puin te halen. Terug in Bon Temps, krijgt Sookie het nieuws te horen dat haar beste vriendin, Tara getrouwd is met hun gemeenschappelijke vriend, JB Du Rhône.
Zowel het achtste boek, From Dead to Worse (vertaald in het Nederlands naar Van dood tot erger), als het negende boek, Dead and Gone (vertaald in het Nederlands naar Dood en verdwenen), focust zich op Sookie die te weten komt dat haar grootmoeder een affaire had met een fee waardoor zowel zij en Jason 1/8 feeën zijn. Sookie ontmoet ook haar overgrootvader, Niall, die de prins is van de feeën. Ze ontdekt ook dat haar ouders vermoord zijn door een stel van kwaadaardige feeën die het bestaan van half-feeën (zoals Sookie) niet goedkeurde. Ook geraakt Sookie betrokken in de oorlog tussen Niall en zijn neef, Breandan die de schuld steekt op de half-feeën voor de onvruchtbaarheid bij hun ras. Sookie beëindigt ook haar relatie met Quinn en begint een relatie met Eric. Ze helpt Alcide ook om de nieuwe leider te worden van de roedel (omdat de vorige corrupt was) en geraakt ook verwikkeld in de overname van Louisiana door Felipe, de Koning van alle vampiers in Nevada. Sophie-Ann (die zwaargewond geraakte in het zevende boek) wordt vermoord en Felipe neemt de macht over. Sookie komt ook te weten dat haar broer Jason en zijn vrouw Crystal huwelijksproblemen hebben. Crystal bedriegt Jason en wordt later vermoord teruggevonden. Crystal was zwanger op het moment dat ze vermoord werd. Crystal blijkt vermoord te zijn door dezelfde kwaadaardige feeën die Sookies en Jasons ouders vermoord hebben. Arlene Fowler, Sookies collega en vroegere vriendin, blijkt ook betrokken te zijn. In de loop van de jaren is Arlene steeds haatdragender geworden jegens bovennatuurlijke wezens. Ze wordt samen met een stel andere personen, die betrokken waren bij de moord van Crystal, opgepakt. De oorlog tussen de feeën bereikt zijn hoogtepunt wanneer Sookie bijna sterft en haar feeënpeetmoeder Claudine wordt vermoord. Om de vrede te bewaren besluit Niall om de wereld van feeën voorgoed af te sluiten van de mensenwereld om verdere oorlogen te vermijden. Hij neemt afscheid van Sookie die nog steeds herstellende is van haar wonden.

## Lijst van boeken
- Dead Until Dark (2001)
- Living Dead in Dallas (2002)
- Club Dead (2003)
- Dead to the World (2004)
- Dead as a Doornail (2005)
- Definitely Dead (2006)
- All Together Dead (2007)
- From Dead to Worse (2008)
- Dead and Gone (2009)
- A Touch of Dead (2009): een bundel met verschillende kortverhalen die zich afspelen in dezelfde omgeving waarin de serie zich afspeelt.
- Dead in the Family (2010)
- Dead Reckoning (2011)
- The Sookie Stackhouse Companion (2011): een gids tot de wereld van Sookie Stackhouse.
- Deadlocked (2012)
- Dead Ever After (2013)
- After Dead: What Came Next in the World of Sookie Stackhouse (2013): een alfabetisch verhalenboek waarin te lezen is hoe het leven van de verschillende personages doorgaat na het einde van de serie.
- Dead But Not Forgotten: Stories from the World of Sookie Stackhouse (2014): een bundel met verschillende kortverhalen over personages die doorheen de serie verschenen.